# Wohn- und Wirtschaftsgebäude Hallstedt 16a
Das Wohn- und Wirtschaftsgebäude Hallstedt 16a in Bassum-Hallstedt, 8 km östlich vom Kernort Bassum entfernt, wurde im 16. Jahrhundert gebaut.
Das Gebäude ist ein Baudenkmal in Bassum.

## Geschichte
Das giebelständige Muenstermannsche Zweiständer-Hallenhaus in Fachwerk mit dem Krüppelwalmdach und der Utlucht stammt mit dem erhaltenen Innengerüst und einigen Teilen der Seitenwände vermutlich von 1593. 1692 wurde es umgebaut, das Kammerfach erneuert und vergrößert, darüber ein Schüttboden gebaut, die Herdwand errichtet und die repräsentative rückwärtige Giebelfront entstand. 1802 entstand ein neuer einfacher Wirtschaftsgiebel mit der Inschrift auf dem großen Türbalken „Wer Gott verdraut, hat wohl gebaut, im Himmel und auf Erden“. Die Traufwände verblieben.
Seit um 1780 bis um 1870 waren die Münstermanns auf dem Hof. Sie verkauften das Haus an den Bauern D. Köhrmann, der den Hof 1913 an den Bauern Johann Döhrmann verpachtete. Das Anwesen wurde bis 1957 bewohnt und bewirtschaftet. Es steht leer und ist sanierungsbedürftig. Im Sommer 2005 wurde der Verein Hallstedt – hier und heute gegründet, der den Erhalt, die Pflege und die Nutzung des Hauses erreichen will.